# 槻木上町
槻木上町（つきのきかみまち）は宮城県柴田郡柴田町の町丁。郵便番号は989-1753。人口は498人、世帯数は691世帯（2022年12月31日現在）。現行行政地名は槻木上町一丁目から槻木上町三丁目。全域で住居表示が実施されている。

## 地理
柴田町の中部、槻木地区に位置する。北側を槻木新町・槻木下町と、南側を槻木白幡と、西側を槻木西と、東側を大字槻木と接する。柴田町が設置する行政区では第14区もしくは第16区に属する。
中央部には宮城県道117号槻木停車場線が通り、大字槻木との境界には国道4号柴田バイパスが通っている。また、西側の槻木西との間には東北本線と阿武隈急行線が通過している。かつては奥州街道が通っていた。

## 歴史
槻木上町は、槻木下町と共にかつての奥州街道・槻木宿を構成した地区である。成立については定かではないが、近世以前に中道（現在の槻木白幡付近）から宿場の中心が移転したという伝承があるとされている。移転の理由については、中道が度々洪水に見舞われ、上町や下町は地盤のやや高かったからとされ、当時の約180戸を半屋敷に割って押し込めたと言われている。
上町の名前が初めて登場したのは寛永21年（1644年）の「玉虫孫兵衛知行目録」とされ、その他元禄2年（1689年）の譲渡証文やその翌年の証文、享保15年（1730年）に記された東禅寺（槻木白幡5丁目）の最古の過去帳にもその名が登場している。
1986年（昭和61年）、住居表示の施行により槻木上町一丁目・槻木上町二丁目・槻木上町三丁目が誕生した。

### 年表

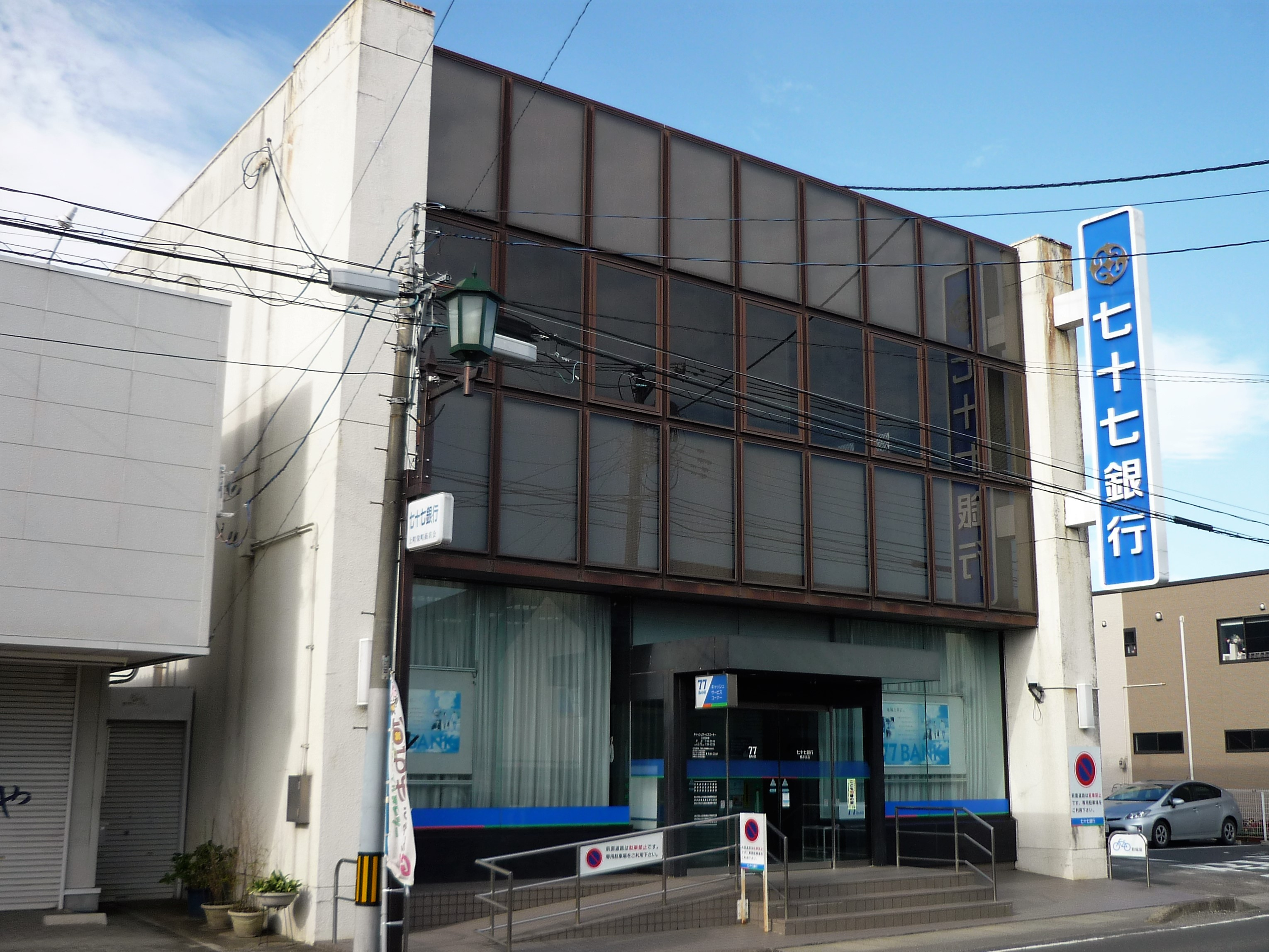
七十七銀行槻木支店（2021年移転）

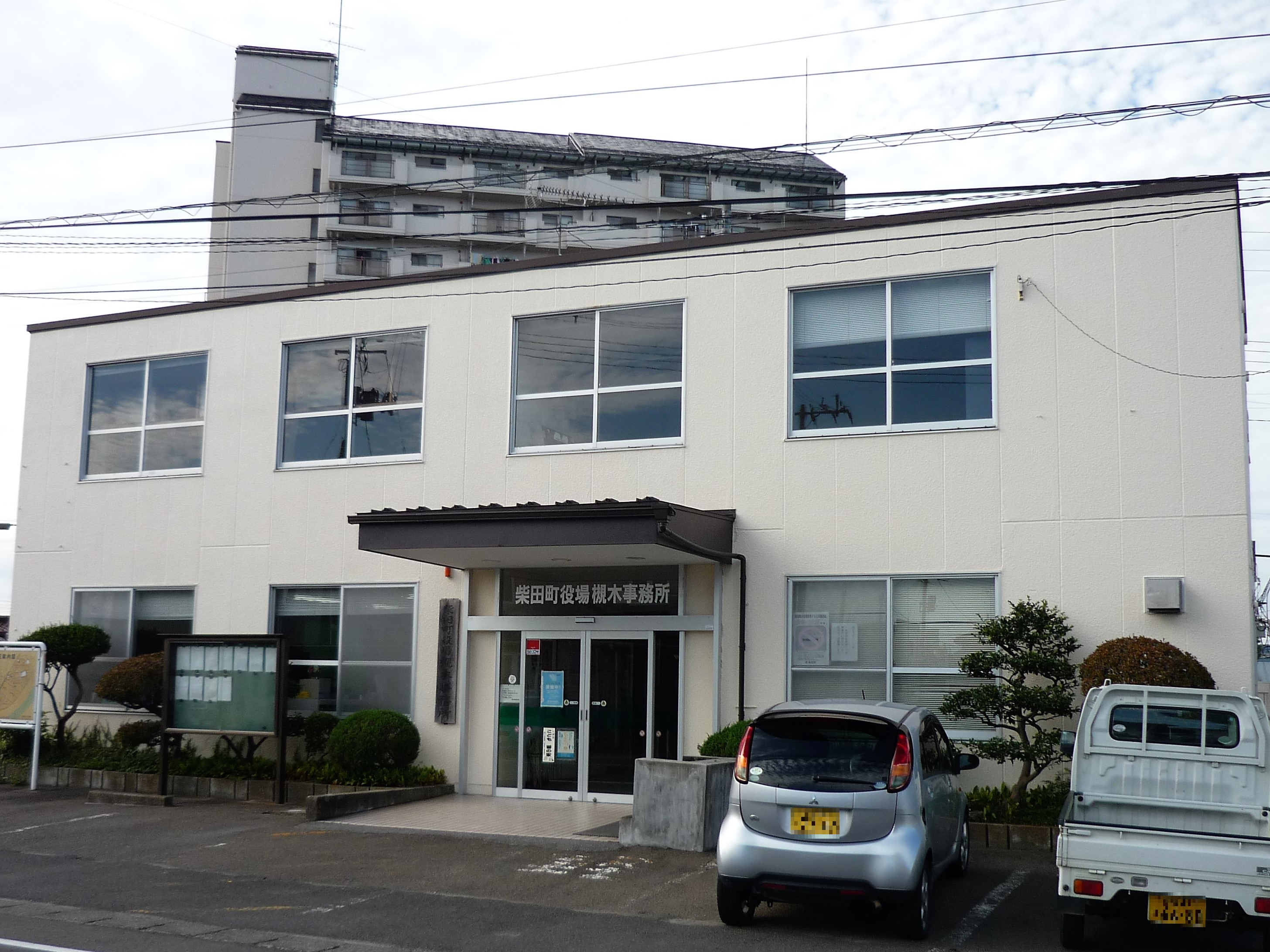
柴田町役場槻木事務所（2023年廃止）

- 1986年（昭和61年）3月1日 - 住居表示が施行され、槻木上町が誕生する。
- 2021年（令和3年）3月8日 - 槻木上町一丁目にあった七十七銀行槻木支店が船岡支店に移転する[13]。
- 2023年（令和5年）4月1日 - 槻木上町二丁目にあった柴田町役場槻木事務所が廃止される[14]。

### 町名の由来
住居表示実施以前の字である大字槻木字上町から。

### 町名の変遷
町名の変遷は以下の通りとなる。
| 実施後         | 実施年月日   | 実施前（各町名ともその一部） | 実施前（各町名ともその一部） |
| -------------- | ------------ | ---------------------------- | ---------------------------- |
| 槻木上町一丁目 | 1986年3月1日 | 大字槻木                     | 字上町                       |
| 槻木上町二丁目 | 1986年3月1日 | 大字槻木                     | 字上町                       |
| 字上町         | 1986年3月1日 | 大字槻木                     |                              |
| 字堀込         | 1986年3月1日 | 大字槻木                     |                              |
| 字西町         | 1986年3月1日 | 大字槻木                     |                              |
| 槻木上町三丁目 | 1986年3月1日 | 大字槻木                     | 字上町南浦                   |
| 槻木上町三丁目 | 1986年3月1日 | 大字槻木                     | 字上町                       |
| 槻木上町三丁目 | 1986年3月1日 | 大字槻木                     | 字中原                       |
| 槻木上町三丁目 | 1986年3月1日 | 大字槻木                     | 字南町                       |
| 槻木上町三丁目 | 1986年3月1日 | 大字槻木                     | 字中道                       |
| 槻木上町三丁目 | 1986年3月1日 | 大字槻木                     | 字西町                       |

## 世帯数と人口
2022年（令和4年）12月31日現在の世帯数と人口は以下の通りとなる。
| 丁目           | 世帯    | 人口  |
| 槻木上町一丁目 | 71世帯  | 149人 |
| 槻木上町二丁目 | 52世帯  | 116人 |
| 槻木上町三丁目 | 180世帯 | 426人 |
| 計             | 303世帯 | 691人 |

## 小・中学校の学区
小・中学校の学区は以下の通りとなる。
| 町丁           | 字・番地 | 小学校     | 中学校     |
| -------------- | -------- | ---------- | ---------- |
| 槻木上町一丁目 | 全域     | 槻木小学校 | 槻木中学校 |
| 槻木上町二丁目 | 全域     | 槻木小学校 | 槻木中学校 |
| 槻木上町三丁目 | 全域     | 槻木小学校 | 槻木中学校 |

## 施設

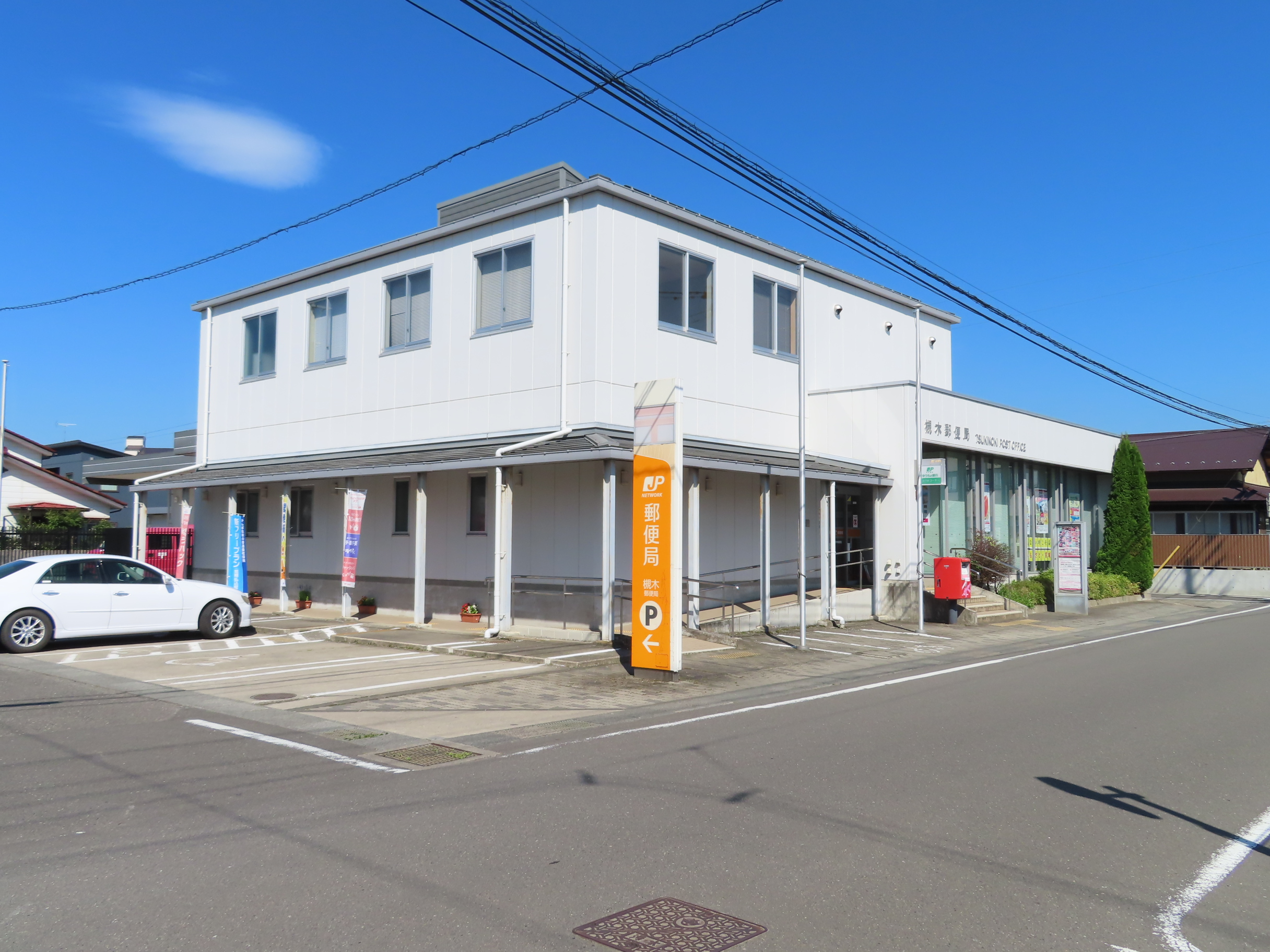
槻木郵便局

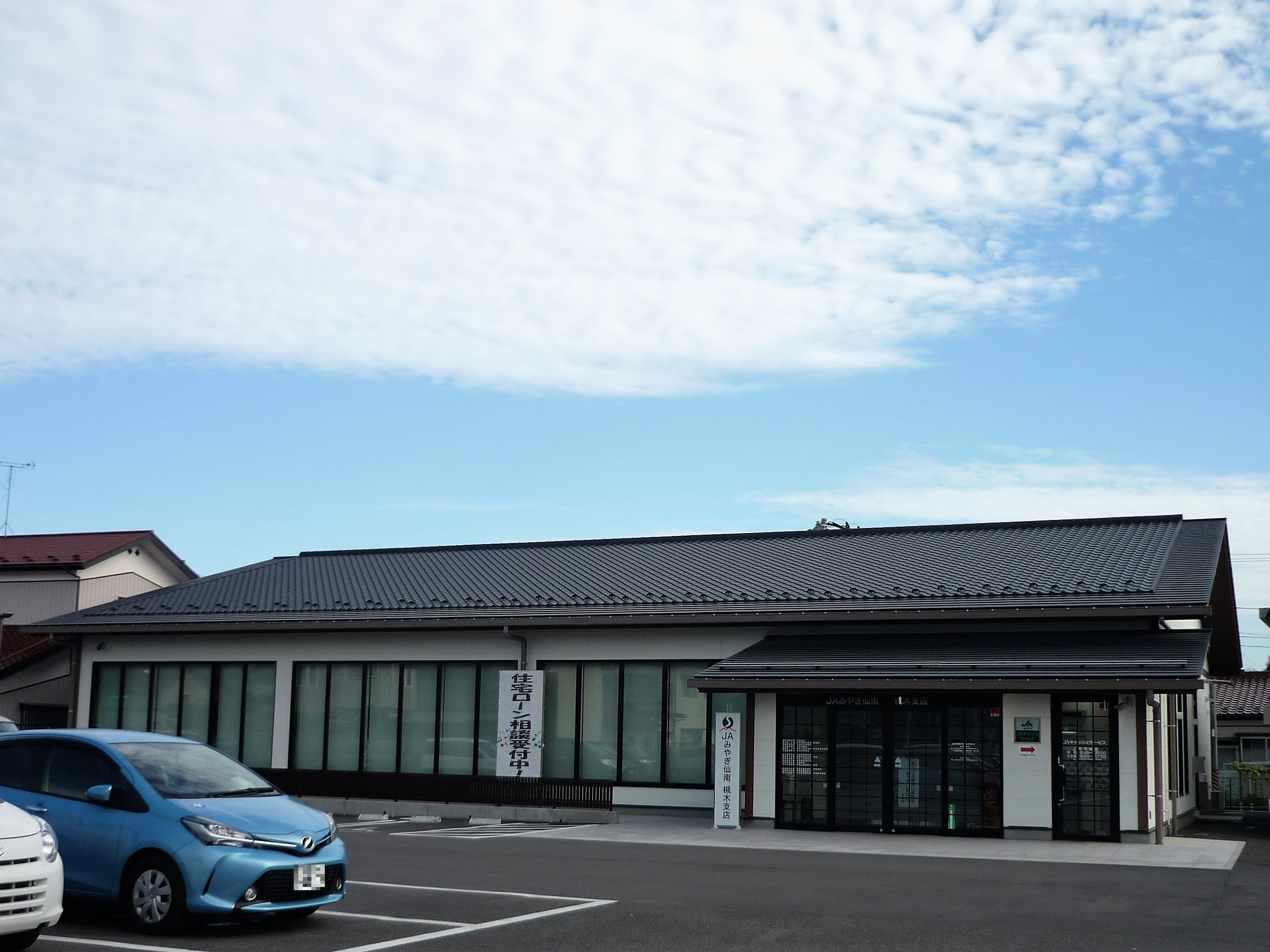
JAみやぎ仙南 槻木支店

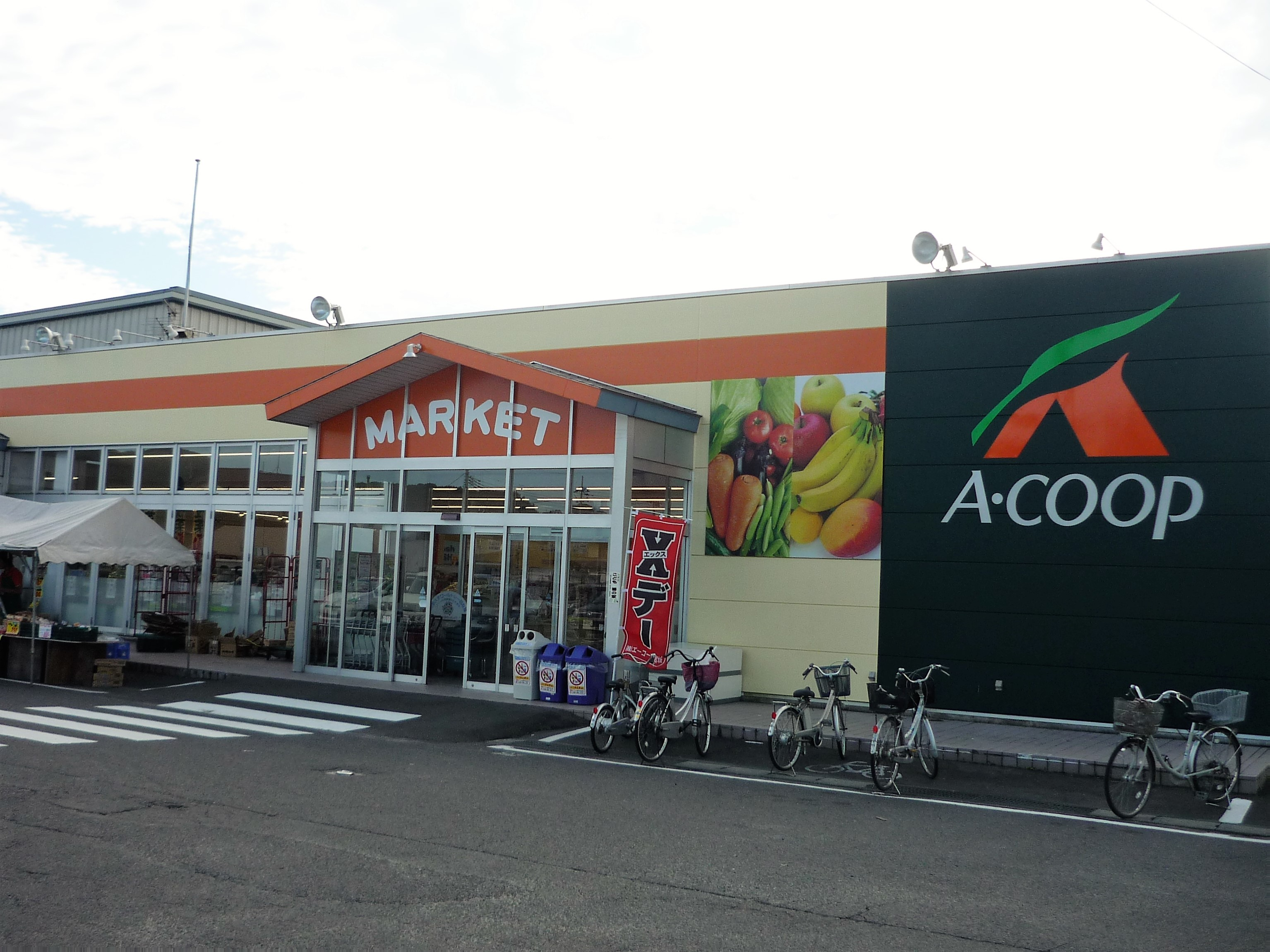
Aコープ 槻木店

### 公共
- 小規模認可保育園 どれみ（槻木上町三丁目2-15）
- 槻木上町集会所（槻木上町三丁目11-14）

#### 公園
- 南浦公園（槻木上町三丁目329）

### 企業・店舗
- 槻木郵便局（槻木上町三丁目8-18）
- みやぎ仙南農業協同組合 槻木支店（槻木上町二丁目4-15）
- Aコープ 槻木店（槻木上町二丁目1-15）
- セブン-イレブン 柴田槻木上町店（槻木上町三丁目1-25）

## 交通

### 鉄道
鉄道駅はない。最寄り駅は東北本線・阿武隈急行線の槻木駅。
- 東日本旅客鉄道
  - ■東北本線
- 阿武隈急行
  - ■阿武隈急行線

### バス
- 地区内に路線バスやコミュニティバス、廃止代替バスは通っていない。

### 道路

#### 一般国道
- 国道4号（柴田バイパス）

#### 一般県道
- 宮城県道117号槻木停車場線